# Wallace, Idaho
Wallace är administrativ huvudort i Shoshone County i Idaho. Orten har fått sitt namn efter markägaren W.R. Wallace. Wallace hade 784 invånare enligt 2010 års folkräkning.